# Vahagn Chatsjatoerjan
Vahagn Garniki Chatsjatoerjan (Armeens: Վահագն Գառնիկի Խաչատուրյան; geboren in Sisian, 26 juli 1959) is een Armeense politicus. Hij is sinds 13 maart 2022 de vijfde president van Armenië.
Hij studeerde in 1980 af aan het Instituut van de Nationale Economie in Jerevan en kon als economist aan de slag gaan. Hij werkte van 1982 tot 1989 in “HrazdanMash” (Hrazdan Instrumental Production) Enterprise. Van 1989 tot 1992 was hij adjunct-directeur-generaal van de “Mars”-fabriek.

## Politieke carrière
Van 1990 tot 1996 was hij een lid van Jerevan’s gemeenteraad.  Van 1992 tot 1996 was hij de burgemeester van Jerevan, de hoofdstad van Armenië. Hij voerde zijn mandaat uit van 1992 tot 1996. Van 1995 tot 1999 was hij de adjunct-directeur van de Nationale Bijeenkomst van Armenië. Van 1996 tot 1998 was hij adviseur van de Armeense president Levon Ter-Petrosjan. Hij is sinds 2002 de vice-president van het Centrum van Politieke Wetenschappen, Recht, en Economisch Onderzoek. In augustus 2021 werd hij aangewezen tot minister van High-Tech industrie.
Hij was lid van het Nationale Armeense Congres, maar trad af in 2017. Tijdens de verkiezingen voor de Raad van de stad Jerevan stond hij in 2013 bovenaan de ANC (Nationaal Armeense Congres partij)-lijst. Nu is hij onafhankelijk.

## Presidentschap
De vorige Armeense president, Armen Sarkisjan, trad af in januari 2022. Na Sarkisjan’s ontslag, nomineerde de overheersende socialistische partij, de Burgerlijke Contracten partij, Chatsjatoerjan om president te worden. Hij werd tijdens de tweede stemronde door de Armeense parlement verkozen als president. Chatsjatoerjan werd op 13 maart 2022 ingewijd.

## Lidmaatschap
- 2000: Oprichter en lid van de ARMAT Centrum voor Democratie en Civiele Sociale Ontwikkeling.  2006: Oprichter en lid van de sociale en politieke initiatieven “Aylyntrank”
- 2019–2021: Lid van het bestuur van de Armeconombank